# Ojciec panny młodej (film 1991)
Ojciec panny młodej (ang. Father of the Bride) – amerykański film komediowy z 1991 roku. W rolach głównych wystąpili Steve Martin, Diane Keaton, Kimberly Williams, George Newbern, Martin Short, BD Wong oraz Kieran Culkin. Film jest remakiem Ojca panny młodej z 1950 roku, zrealizowanego na podstawie powieści Edwarda Streetera. W 1995 powstał sequel filmu – Ojciec panny młodej II.

## Opis fabuły
Małżonkowie George Banks (Steve Martin) i Nina (Diane Keaton) od lat stanowią kochające się stadło. Mają dwoje dzieci – syna Matty'ego (Kieran Culkin) i starszą, 22-letnią już, córkę Annie (Kimberly Williams), która właśnie wraca z Europy, gdzie wyjechała na studia. Annie zaskakuje rodzinę wielką nowiną. Okazuje się, że jest zaręczona z Bryanem (George Newbern). Wiadomość o rychłym ślubie kompletnie dezorganizuje ułożone życie George'a.

## Obsada
- Steve Martin jako George Banks
- Diane Keaton jako Nina Banks
- Kimberly Williams jako Annie Banks
- Kieran Culkin jako Matty Banks
- George Newbern jako Bryan MacKenzie
- Martin Short jako Franck Eggelhoffer
- BD Wong jako Howard Weinstein
- Peter Michael Goetz jako John MacKenzie
- Kate McGregor jako Joanna MacKenzie
- Ed Williams jako Reverend
- Peter Murnik jako Patrolman
- Ira Heiden jako Stock Boy
- Chauncey Leopardi jako Cameron, przyjaciel Matty'iego
- David Pasquesi jako Hank

i inni. 

## Soundtrack
Lista utworów:
1. Main Title
2. Annie's Theme
3. Drive to Brunch
4. Snooping Around
5. Pool Cue
6. Annie Asleep
7. Basketball Kiss
8. The Wedding
9. Snow Scene
10. Nina at the Stairs
11. The Big Day
12. Annie at the Mirror
13. Pachelbel Canon
14. The Way You Look Tonight – Alan Silvestri, Fields, Dorothy
15. My Annie's Gone
16. The Way You Look Tonight (Reprise)
17. End Credit

W filmie wykorzystano ponadto następujące piosenki
- My Girl w wykonaniu The Temptations
- (Today I Met) The Boy I'm Going to Marry w wykonaniu Darlene Love
- Chapel of Love w wykonaniu The Dixie Cups